# Ergatettix guentheri
Ergatettix guentheri is een rechtvleugelig insect uit de familie doornsprinkhanen (Tetrigidae). De wetenschappelijke naam van deze soort is voor het eerst geldig gepubliceerd in 1970 door Steinmann.